# Baby&Co
Baby & Co ist eine deutschsprachige Zeitschrift des Verlages IDS Deutschland. Sie erscheint seit 1992 zweimonatlich und hat eine Auflage von 56.000 Exemplaren. 
Bis 2013 erschien die Zeitschrift monatlich, ab dem 3. Quartal 2013 erschienen nur noch vier Sonderhelfe jährlich. Grund ist ein schwieriger Anzeigenmarkt und Absatzrückgänge.
Im Jahr 2020 übernahm der Verlag IDS Deutschland die Zeitschrift und andere Marken von Family Media.